# Versluys (geslacht)
Versluys (ook: Van Reigersberg Versluys) is een uit Heinkenszand afkomstig geslacht waarvan leden sinds 1819 tot de Nederlandse adel behoren.

## Geschiedenis
De stamreeks begint met Cornelis Versluys die zich vanuit Heinkenszand in Vlissingen vestigde, schipper was in dienst van de VOC en in 1629 overleed. Zijn nazaat mr. Marinus Emanuel Cornelis Versluys (1752-1825) werd bij Koninklijk Besluit van 18 juli 1819 verheven in de Nederlandse adel.
Leden van het geslacht speelden eeuwenlang een rol in het bestuur van de provincie Zeeland, zowel op gemeentelijk als provinciaal bestuur. Daarnaast waren zij als bezitters van heerlijkheden in die provincie daarbij ook in het bestuur betrokken; een aantal is nog steeds in bezit van familieleden. Die heerlijkheden kwamen voornamelijk in bezit door het huwelijk in 1794 van jhr. mr. Marinus Emanuël Cornelis Versluys (1752-1828) met Maria Petronella van den Brande, vrouwe van Couwerve, Gapinge en Nieuwland (1766-1825), dochter van mr. Johan Pieter van den Brande, Baronet, heer van Couwerve, Krabbendijke, Gapinge, Nieuwland en Poppekerke. Huwelijken werden gesloten met andere bestuursgeslachten uit diezelfde provincie. 

## Enkele telgen
Mr. Cornelis Versluys (1655-1720), schepen, pensionaris en burgemeester van Middelburg
- Mr. Cornelis Versluys (1698-1746), schepen, raad en thesaurier van Middelburg
  - Cornelis Jacobus Versluys (1725-1762), schepen van Hulst
    - Jhr. mr. Marinus Emanuël Cornelis Versluys (1752-1828), raad van Middelburg
      - Jhr. mr. Comelis Jacobus Versluys, heer van Krabbendijke, Nieuwland en Brigdamme (1797-1849), raadsheer Provinciaal Gerechtshof van Zeeland en lid van Provinciale Staten van Zeeland
        - Jhr. Clément Pierre Versluys, heer van Krabbendijke (1825-1878)
        - Jhr. Guillaume Ludolph Versluys, heer van Brigdamme (1827-1881)
        - Jkvr. Albertine Wilhelmine Versluys (1831-1908); trouwde in 1852 met mr. Nicolaas Johan Cornelis Snouck Hurgronje (1822-1893), lid gemeenteraad en wethouder van Middelburg, lid van Provinciale en Gedeputeerde Staten van Zeeland

      - Jhr. Willem Versluys, heer van Gapinge (1798-1875)
      - Jkvr. Adriana Maria Versluys (1800-1872); trouwde in 1820 met mr. Jean François Bijleveld, heer van Serooskerke (1794-1875), burgemeester van Middelburg, lid van Provinciale Staten van Zeeland en lid van de Tweede Kamer der Staten-Generaal
      - Jhr. mr. Johan van Reigersberg Versluys, heer van Poppekerke (1801-1866), lid van Provinciale en Gedeputeerde Staten van Zeeland
        - Jhr. mr. Aarnout van Reigersberg Versluys, heer van Poppekerke (1831-1919), president arrondissementsrechtbank en kamerheer i.b.d. van koningin Wilhelmina
        - Jkvr. Maria van Reigersberg Versluys (1833-1911); trouwde in 1853 met mr. Thomas Adriaan Lambrechtsen (1825-1879), burgemeester van Ritthem, lid van Provinciale en Gedeputeerde Staten van Zeeland
        - Jhr. Johan Pieter van Reigersberg Versluys (1834-1879), commies posterijen
          - Jhr. Samuël Marie van Reigersberg Versluys (1863-1938), burgemeester van Kloetinge
            - Jkvr. Anna Jacoba Susanna van Reigersberg Versluys, vrouwe van Poppekerke (1889-1983)

        - Jhr. Hugo van Reigersberg Versluys (1836-1907)
          - Jhr. ir. Johannes Cornelis van Reigersberg Versluys (1870-1934)
            - Jhr. dr. Frans van Reigersberg Versluys, heer van Stein (1908-1982), advocaat
            - Jhr. Hugo van Reigersberg Versluys, heer van Willens (1913-1949), arts
              - Jhr. mr. dr. Johannes Wilhelmus van Reigersberg Versluys (1935-2002), advocaat
                - Jhr. Hugo van Reigersberg Versluys Ruiz, heer van Willens (1973)

        - Jkvr. Johanna Maria Henriëtta van Reigersberg Versluys (1837-1916); trouwde in 1864 met Johan Cornelis Lantsheer (1834-1893), burgemeester van Ritthem en Domburg en lid van Provinciale Staten van Zeeland
        - Jhr. Anthonie Willem van Reigersberg Versluys (1838-1918)
          - Jhr. Louis Mello van Reigersberg Versluys (1883-1957), ritmeester
            - Jhr. Mello LoriIlard van Reigersberg Versluys, heer van Poppekerke (1929), bankier, honorair consul

      - Jkvr. Charlotta Versluys (1804-1881); trouwde in 1827 met jhr. Pieter Damas van Citters, heer van Gapinge (1802-1888), lid van de gemeenteraad van Middelburg, lid van Provinciale en Gedeputeerde Staten van Zeeland
      - Jkvr. Sophia Versluys (1804-1869); trouwde in 1826 met Adrianus Pické, heer van Oud- en Nieuw-Vossemeer (1800-1850), burgemeester van Koudekerke en lid van Provinciale Staten van Zeeland
        - Carolus Joannes Pické (1831-1887), burgemeester van Middelburg, minister van Justitie, lid van de Eerste Kamer der Staten-Generaal